# Peter Mertes
Die Peter Mertes KG ist ein deutsches Weinunternehmen mit Sitz in Bernkastel-Kues an der Mosel. Der familiengeführte Betrieb ist Deutschlands größte Weinkellerei und stellt Weine, Weinmischgetränke, Schaumweine, Cocktails und alkoholfreie Getränke her. Pro Tag werden über eine Million Getränkeeinheiten abgefüllt. Das Unternehmen produziert Herstellermarken sowie Handelsmarken, die über den deutschen wie internationalen Lebensmitteleinzelhandel vertrieben werden. Daneben übernimmt der Betrieb die Lohnabfüllung für andere Hersteller. Peter Mertes beschäftigt über 400 Mitarbeiter.

## Geschichte

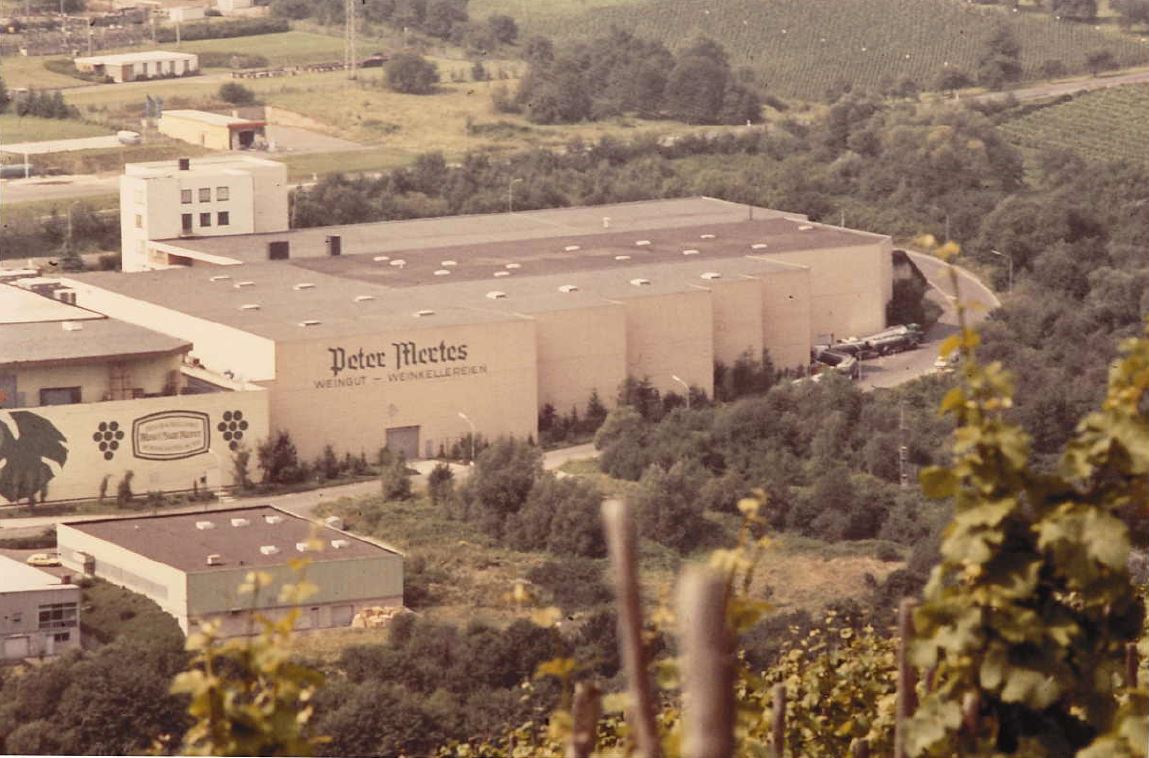
Firmensitz von Peter Mertes um 1990

Gegründet wurde das Unternehmen im Jahr 1924 von dem Weingutsbesitzer und Winzermeister Peter Mertes in Minheim an der Mosel. Seither arbeitet das Unternehmen an der Herstellung und dem Vertrieb von Weinen und Weinprodukten im In- und Ausland. So erfolgte 1934 der erste Auslandsexport nach Luxemburg. Im Zweiten Weltkrieg führte mit Maria Mertes die Ehefrau des Firmengründers zeitweise das Unternehmen. Nach Kriegsende erfolgte 1947 der Bau einer Kellerei in Minheim mit einer Lagerkapazität von 100.000 Litern.
1952 übernahm Peter Mertes’ Tochter Edith Mertes gemeinsam mit ihrem Mann Gustav Willkomm die Geschäftsleitung. Sukzessive erweiterten sie den Wirkungsbereich auf die Weinbauregionen Rheinhessen, Pfalz, Rheingau und Nahe.
1960 begann Peter Mertes als eine der ersten deutschen Kellereien mit der Auslieferung von Weinen an den Einzelhandel, mit dem Ziel, Wein als ein leicht verfügbares und standardisiertes Produkt anzubieten. Hierbei wurde ein Geschäftsmodell entwickelt, bei dem Peter Mertes Trauben, Most oder Weine von Winzern anhand fester Verträge aufkaufte und das Unternehmen gesichert die Rohware bekam. 1962 entstand bei Peter Mertes eine der ersten automatischen Abfüllstraßen in der Weinbauregion Mosel. In den 1960er-Jahren wurde das Sortiment erweitert und 1969 aufgrund des Unternehmenswachstums ein Betriebsgelände in Bernkastel-Kues errichtet, das seither mehrfach ausgebaut wurde.
In der dritten Generation unter den Brüdern Michael und Stefan Willkomm erweiterte das Unternehmen sein Angebot über den reinen Wein hinaus. So bietet das Unternehmen seitdem Cocktails und Sekte sowie seit 1987 auch Bio-Weine an. Parallel etablierte Renate Willkomm, Ehefrau von Michael Willkomm, ein Qualitätsmanagement mit den Bereichen Önologie, Labor und Kellerwirtschaft. 1992 erhielt Peter Mertes die Lizenzierung für Weine und Sekte für Feinkost Käfer. Ab 2006 startete das Unternehmen mit der Einführung eigener Markenweine.
2009 begann die Weinkellerei, auch Lohnabfüllungen anzubieten. Seit 2010 liegt die Geschäftsleitung bei Matthias Willkomm, dem Urenkel des Firmengründers, und Georg Graf von Walderdorff. 2020 kaufte Peter Mertes die überregional bekannte Wein- und Sektmarke Deinhard, die zuvor zu Henkell & Co. Sektkellerei gehört hatte.

## Unternehmensstruktur

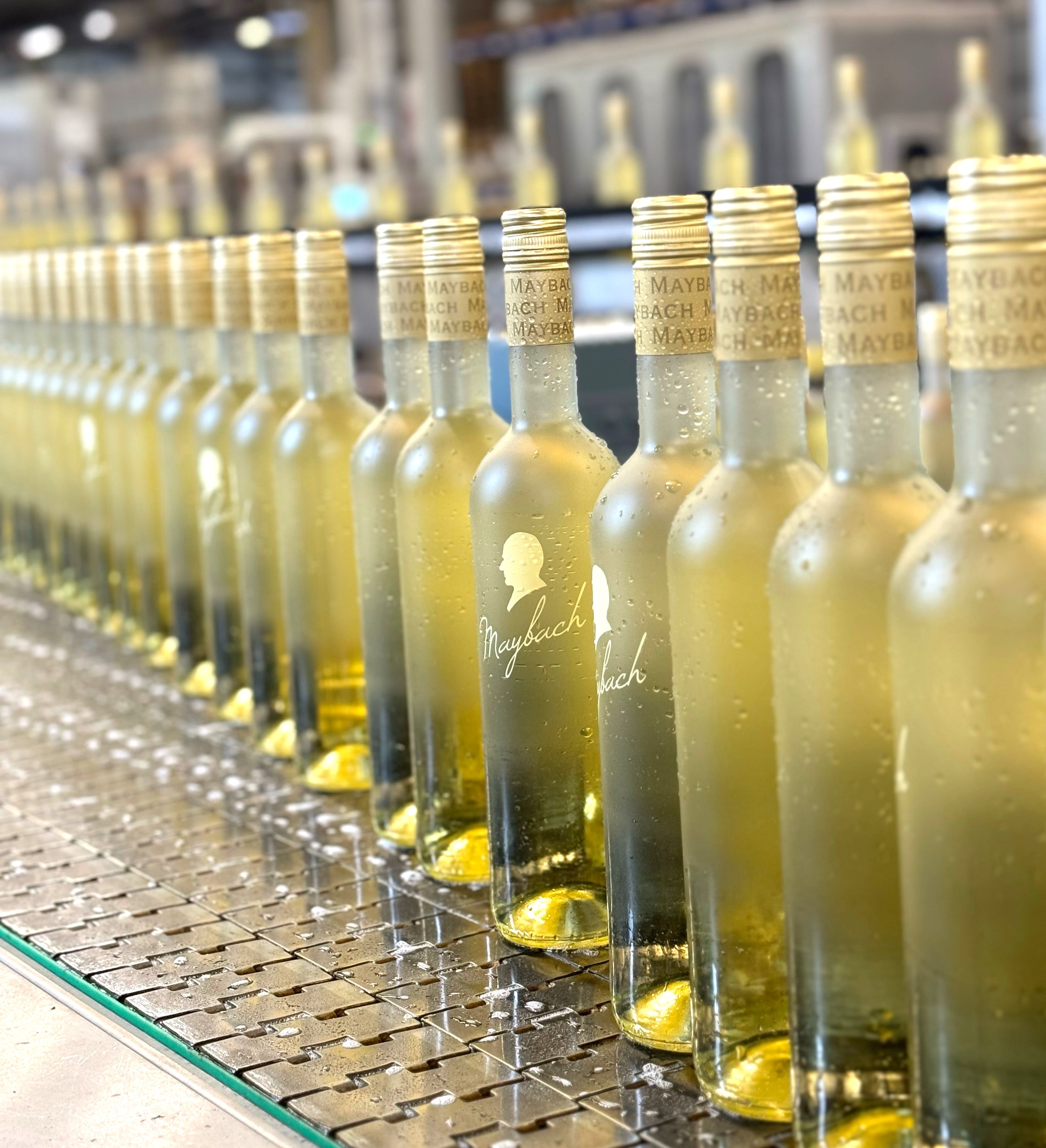
Produktionsanlage von Peter Mertes (2024)

Firmensitz von Peter Mertes ist Bernkastel-Kues an der Mittelmosel. Insgesamt werden rund eine Million Getränkeeinheiten pro Tag in Glasflaschen verschiedener Größen, Tetra Paks, Bag-in-Boxen und Dosen abgefüllt. Die Weine, weinhaltigen Cocktails und Sekte werden in bis zu 60 Ländern exportiert. Der Umsatz betrug im Geschäftsjahr 2023 mehr als 300 Mio. Euro. Rund 60 % des verarbeiteten Weines bei Peter Mertes kommt aus Deutschland, wobei das Unternehmen in vielen Fällen seit Jahrzehnten mit ihren Lieferanten zusammenarbeitet.
Zusätzlich zur Produktion eigener Produkte führt Peter Mertes Füllungen von Handelsmarken für den Einzelhandel sowie Lohnabfüllungen für andere Hersteller durch.
Zum Unternehmen gehört der Rotwild Keller, ein 240 Meter langer Schiefer-Gewölbekeller aus dem 19. Jahrhundert in Bernkastel-Kues.
Zu den Marken des Unternehmens gehören die Weinmarken Bree, Biorebe, Landlust, Maybach, Rotwild, Deinhard sowie die Dosenmarke City. Auch alkoholfreie Getränkevarianten werden produziert. Als Lizenzpartner produziert Peter Mertes zudem Weine, Cocktails und Sekt unter dem Label des Münchner Delikatessenhauses Feinkost Käfer.

## Peter Mertes Familienweingüter
Die Weingüter des Unternehmens sind unter der Peter Mertes Familienweingüter PM Family Vineyards KG zusammengefasst. Sie umschließt einzelne Weinbergslagen sowie Traditionshäuser, die autark agieren.
Die Peter Mertes Familienweingüter erwirbt Betriebe ohne Nachfolgerschaft, investiert in modernes Equipment und stellt die Weingüter für den Markt neu auf. Das Ziel ist, teils jahrhundertealte Rebflächen des heimischen Anbaugebiets zu erhalten. Insgesamt bewirtschaften die Betriebe der Peter Mertes Familienweingüter ca. 120 Hektar Rebfläche an Mosel, Saar und Ruwer. Zu den Lagen zählen bekannte Weinberge wie Bernkasteler Doctor, Ockfener Bockstein oder Wehlener Sonnenuhr. Das Weingut Witwe Dr. H. Thanisch Erben Müller-Burggraef mit dem historischen Doctorkeller direkt unter dem Weinberg Bernkasteler Doctor gehört zu den Besitztümern der Familienweingüter.

## Auszeichnungen
2009 erhielt die Marke Bree den Red Dot Design Award in der Kategorie Kommunikationsdesign. Produkte des Unternehmens erhielten mehrmals die Auszeichnung Mundus Vini vom Meininger Verlag sowie den „All Beverage Award“ der Fachzeitschrift Deutsche Lebensmittel-Rundschau.
Peter Mertes wurde mehrmals von Focus Money als einer der besten Ausbildungsbetriebe Deutschlands benannt. In der Studie „Deutschlands Unternehmen mit Zukunft“ von Stern und der Personalmarketingagentur Territory Embrace wurde Peter Mertes 2023 und 2024 aufgeführt.

## Stipendium und Sponsorings
Seit 1985 wird vom Bonner Kunstverein jährlich das Vorschlagsstipendium Peter-Mertes-Stipendium verliehen. Der Preis besteht aus einem monatlichen Zuschuss über ein Jahr hinweg und einer daran anschließenden Sonderausstellung mit Katalog.
Das Unternehmen stiftet den Peter-Mertes-Achterpreis für Frauen- und Männer-Teams bei der jährlichen Ruder-Regatta „Um den grünen Moselpokal“ in Bernkastel-Kues.